# Ljoedmila Koeznetsova
Ljoedmila Aleksejevna Koeznetsova (Russisch: Людмила Алексеевна Кузнецова; geboortenaam: Крестианинова; Krestianinova) (Sverdlovsk, 8 april 1951) is een voormalig basketbalspeelster die uitkwam voor het nationale basketbalteam van de Sovjet-Unie.

## Carrière
Koeznetsova speelde voor Spartak Noginsk en werd landskampioen van de Sovjet-Unie in 1978. Ze won ook drie keer de Ronchetti Cup in 1977, 1981, en 1982. Na Spartak speelde ze voor Dinamo Moskou. Met het nationale team van de Sovjet-Unie haalde ze drie gouden medailles op het Europees kampioenschap in 1970, 1972 en 1974. Kreeg verschillende onderscheidingen waaronder Meester in de sport van de Sovjet-Unie.

## Erelijst
- Landskampioen Sovjet-Unie: 1
  - Winnaar: 1978
  - Tweede: 1976, 1979, 1980, 1981, 1982
  - Derde: 1975, 1977
- Bekerwinnaar Sovjet-Unie: 1
  - Winnaar: 1973
- Ronchetti Cup: 3
  - Winnaar: 1977, 1981, 1982
  - Runner-up: 1983
- Europees kampioenschap: 3
  - Goud: 1970, 1972, 1974